# Shazam! (film)
Shazam! – amerykański fantasy film akcji na podstawie serii komiksów o superbohaterze o tym samym imieniu wydawnictwa DC Comics. Za reżyserię odpowiadał David F. Sandberg, a za scenariusz odpowiada Henry Gayden i Darren Lemke. W rolach głównych wystąpili: Zachary Levi, Asher Angel, Mark Strong, Grace Fulton, Jack Dylan Grazer, Ian Chen, Jovan Armand, Faithe Herman, Djimon Hounsou.
Jest to siódmy film należący do franczyzy DC Extended Universe. Światowa premiera filmu miała miejsce 15 marca 2019 roku w Toronto. W Polsce zadebiutował on 5 kwietnia tego samego roku. 14 marca 2023 zadebiutował sequel filmu, Shazam! Gniew bogów.

## Obsada
| Polski dubbing |
| • Beniamin Lewandowski / Michał Meyer jako Billy Batson / Shazam • Przemysław Bluszcz jako Thaddeus Sivana • Julia Łukowiak jako Mary Bromfield • Iwo Wiciński jako Freddy Freeman • Jakub Jóźwik jako Eugene Choi • Antonina Pach-Żbikowska jako Darla Dudley • Mariusz Saniternik jako Shazam |

- Asher Angel i Zachary Levi jako Billy Batson / Shazam, chłopiec, który otrzymał od starożytnego czarodzieja moc pozwalającą po wypowiedzeniu słowa „Shazam” zmieniać się w dorosłego, który posiada nadludzkie umiejętności. Angel gra Batsona[3], a Levi dorosłe alter ego superbohatera[4].
- Mark Strong jako Thaddeus Sivana, geniusz, który zyskuje zdolności telekinetyczne i wykorzystuje je dla zysku[5].
- Grace Fulton jako Mary Bromfield, przyjaciółka Batsona, z którym mieszka w rodzinie zastępczej[5]. Michelle Borth zagrała dorosłe alter ego superbohaterki[6]
- Jack Dylan Grazer jako Freddy Freeman, niepełnosprawny przyjaciel Batsona, z którym mieszka w rodzinie zastępczej i jako jedyny wie o jego mocach[7]. Adam Brody zagrał jego dorosłe alter ego[6].
- Ian Chen jako Eugene Choi, przyjaciel Batsona, z którym mieszka w rodzinie zastępczej[8]. Ross Butler zagrał jego dorosłe alter ego[6]
- Jovan Armand jako Pedro Peña, przyjaciel Batsona, z którym mieszka w rodzinie zastępczej[8]. D.J. Cotrona zagrał dorosłe alter ego[6]
- Faithe Herman jako Darla Dudley, przyjaciółka Batsona, z którym mieszka w rodzinie zastępczej[9]. Meagan Good zagrała jej dorosłe alter ego[6].
- Djimon Hounsou jako Shazam, czarodziej, który podarował moce Batsonowi[10].

W filmie ponadto wystąpili: Cooper Andrews jako Victor Vázquez, ojciec zastępczy Batsona, Bromfield, Freemana, Choiego i Dudley; Marta Milans jako Rosa Vázquez, ich matka zastępcza oraz Lotta Losten jako Lynn Crosby.

## Produkcja

### Rozwój projektu
W sierpniu 2014 roku Darren Lemke został zatrudniony do napisania scenariusza. W październiku tego samego roku Warner Bros. zapowiedziało film Shazam! z premierą w 2019 roku. W styczniu 2017 roku do dalszych prac nad scenariuszem został zatrudniony Henry Gayden. Miesiąc później David F. Sandberg rozpoczął rozmowy dotyczące stanowiska reżysera. W lipcu 2017 roku rozpoczęto przedprodukcję filmu i potwierdzono Sandberga na stanowisku reżysera.

### Casting
W sierpniu 2014 roku Dwayne Johnson został obsadzony jako Black Adam. Ostatecznie w lipcu 2017 roku poinformowano, że Johnson jednak nie wystąpi w filmie jako główny przeciwnik tytułowego bohatera. 
W październiku 2017 roku Zachary Levi został obsadzony w tytułowej roli, natomiast w listopadzie Asher Angel jako Billy Baston. W tym samym miesiącu rozmowy dotyczące udziału w filmie prowadzili Mark Strong i Grace Fulton. Ich udział został potwierdzony na początku 2018 roku. W grudniu do obsady dołączyli: Jack Dylan Grazer jako Freddy Freeman, Ian Chen jako Eugene Choi, Jovan Armand jako Pedro Peña, Faithe Herman jako Darla Dudley i Cooper Andrews jako Víctor Vásquez. Na początku 2018 roku poinformowano, że Marta Milans zagra Rosę Vásquez, Ron Cephas Jones – czarodzieja Shazama oraz że w filmie wystąpi Lotta Losten.
W kwietniu 2018 roku ujawniono, że starsze wersje Mary Bromfield, Eugeniego Choi, Darli Dudley, Freddy’ego Freemana i Pedra Peñy zagrają odpowiednio Michelle Borth, Ross Butler, Meagan Good, Adam Brody oraz D.J. Cotrona. W lipcu 2018 roku poinformowano, że Ron Cephas Jones zrezygnował z roli, a jego miejsce zajął Djimon Hounsou.

### Zdjęcia i postprodukcja

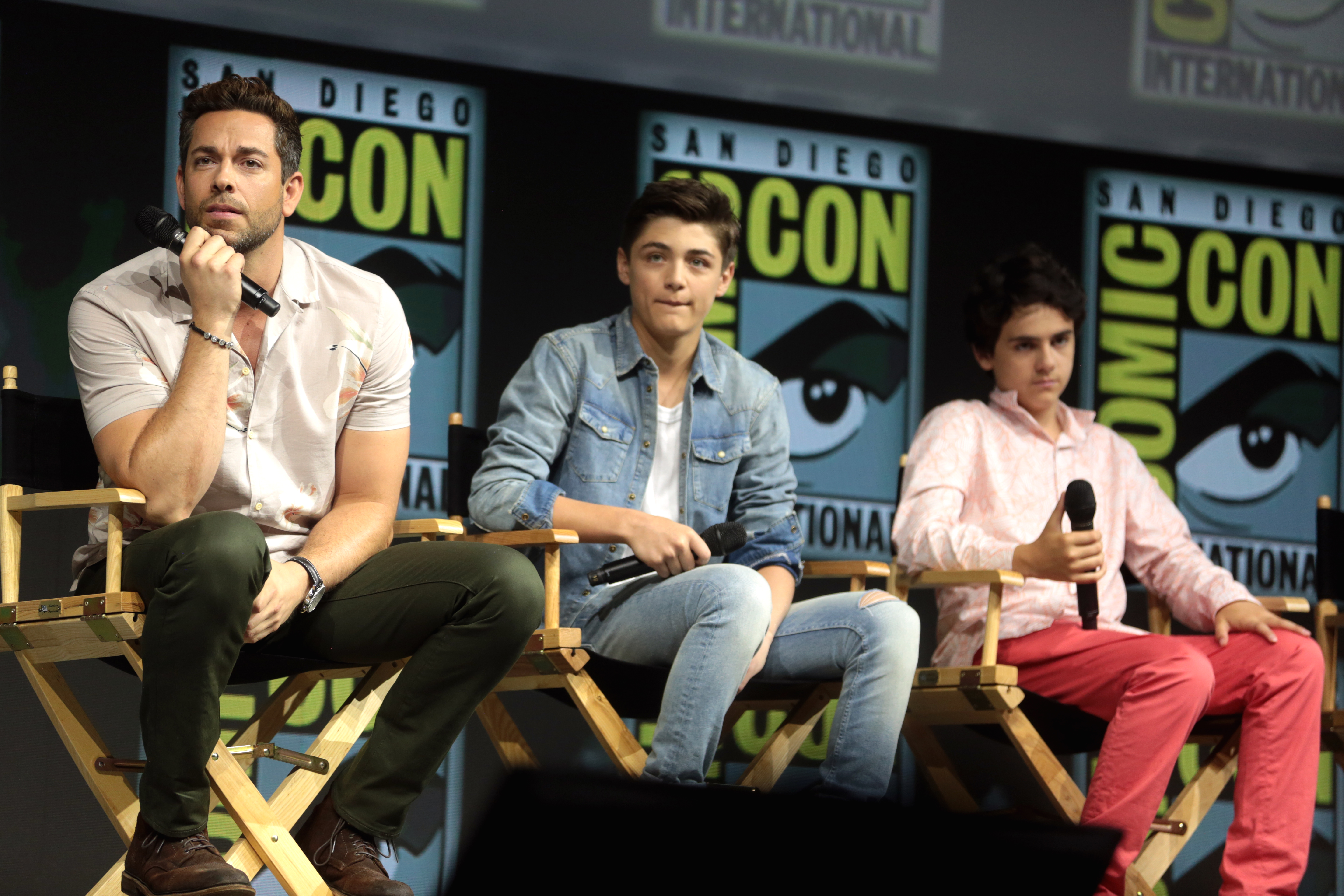
Zachary Levi, Asher Angel i Jack Dylan Grazer na San Diego Comic-Conie (2018)

Zdjęcia do filmu rozpoczęły się 29 stycznia 2018 roku w Toronto w Kanadzie pod roboczym tytułem Franklin. Zostały one zakończone 11 maja tego samego roku. Za zdjęcia do filmu odpowiadał Maxime Alexandre, za scenografię – Jennifer Spence, a za kostiumy – Leah Butler.
Montażem zajmował się Michel Aller, natomiast studia Mr. X i Moving Picture Company pracowały nad efektami specjalnymi do filmu.

## Wydanie
Światowa premiera filmu miała miejsce 15 marca 2019 roku w Toronto. W Stanach Zjednoczonych i w Polsce zadebiutował 5 kwietnia tego samego roku.

## Odbiór

### Box office
W Stanach Zjednoczonych i Kanadzie film zarobił ponad 140 mln USD. W innych krajach przychody wyniosły ponad 224, a łączny przychód z biletów ponad 364 miliony dolarów, przy budżecie wynoszącym 100 mln USD.

### Krytyka w mediach
Film spotkał się z pozytywną reakcją krytyków. W serwisie Rotten Tomatoes 90% z 404 recenzji jest pozytywne, a średnia ocen wyniosła 7,30/10. Na portalu Metacritic średnia ocen z 53 recenzji wyniosła 71 punktów na 100.